# Des Arc, Arkansas
Des Arc är en av två administrativa huvudorter i Prairie County i Arkansas. Den andra huvudorten i countyt är DeValls Bluff. Des Arc hade 1 717 invånare enligt 2010 års folkräkning.